# 王丽云
王丽云（1955年10月6日—），女，辽宁沈阳人，中国演员，总政话剧团一级演员。

## 家庭
前夫车晓彤，女儿车晓。前公公郑红羽，前婆婆车毅。